# Cetopsis sandrae
Cetopsis sandrae é uma espécie de peixe da família dos cetòpsids e da ordem dos siluriformes. Os machos podem alcançar 7,5 cm de comprimento. É um peixe de água doce e de clima tropical, encontrado na América do Sul, mais especificamente, na bacia do rio Tapajós, no Brasil.